# Şəfəqli
Şəfəqli è un comune dell'Azerbaigian situato nel distretto di Yardımlı. Conta una popolazione di 1 865 abitanti.